# Josep Elias i Cornet
Josep Elias i Cornet (París, 1941-Cadaqués, 1982) fou un poeta català que publicà en castellà i català.
El 1967 va publicar la seva primera obra Lejos de casa (1967) i poc després Cruzar una calle para escaparse de casa (1968), que estaven emmarcats dins de l'estil del realisme líric de l'època. La seva darrera obra en castellà va ser el 1974, amb 20 boyards papel maíz. També va traduir del francès al castellà. La seva primera obra en català fou Per a un duc Bach escriví música d'orgue, a Weimar (1971), que va obtenir el premi Carles Riba. Més endavant, amb Ideari a la recerca de la fruita tendra (1976) va començar un nou estil, molt més reflexiu i amb certa ironia, que es va confirmar amb La dona del capità (1977) i Descomposicions (1980) premi Documenta 1980. Va morir el 1982 i es va publicar Davant del fet com si no hi fos (1982) ja de manera pòstuma.
Josep Elias i Cornet era net del pintor Feliu Elias i Bracons.

## Obra

### Poesia
- Per a un duc Bach escriví música d'orgue, a Weimar. Barcelona: Proa, 1971.

- Ideari a la recerca de la fruita tendra. Barcelona: Lumen, 1976.

- Davant el fat com si no hi fos. Barcelona: José Batlló, 1982.

### Narrativa
- La dona del capità. Barcelona: Laia, 1977.
- Descomposicions. Barcelona: Edicions 62, 1981.[7]